# スケート級原子力潜水艦
| スケート級原子力潜水艦 | スケート級原子力潜水艦 |
| ---------------------- | --- |
| USS Swordfish          | |
| 艦級概観               | |
| 艦種                   | 攻撃型原子力潜水艦 |
| 計画番号               | SCB121 |
| 艦名                   | 魚名。 |
| 同型艦                 | 4隻（SSN-578、579、583、584） 1番艦就役：1957年 |
| 前級                   | グレイバック級潜水艦 シーウルフ (SSN-575) |
| 次級                   | バーベル級潜水艦 |
| 性能諸元               | |
| 排水量                 | 水上：2,550t、水中：2,848t |
| 全長                   | 81.6m |
| 全幅                   | 7.6m |
| 吃水                   | 6.3m |
| 予備浮力               | 11.7% |
| 機関                   | 原子力ギアード・タービン推進 GE S3W型加圧水型原子炉×1基 （SSN-578および583） またはGE S4W型加圧水型原子炉×1基（SSN-579および584） タービン×2基/4翼スクリュー×2軸、6,600shp |
| 電池                   | ガピーIA型126個1群 |
| 速力                   | 最大（水上/水中）：15.5kt/18.0kt |
| 潜航深度               | 213m |
| 航続力                 | （水上/水中哨戒速力/水中最高速力）：10ktで14,000nm/3ktで102時間/18.5ktで0.5時間                                                                                            |
| 乗員                   | 84名（士官8名、先任兵曹10名、下士官兵66名） |
| 探索装置               | ソナー：SQS-4、BQR-2、WLR-2 レーダー：SS-2 |
| 武装                   | Mk101水中射撃指揮装置 533mm（21inch）水圧式魚雷発射管Mk56×6（艦首） スイムアウト式魚雷発射管Mk57×2（艦尾） 魚雷×艦首18/艦尾4                                               |

スケート級原子力潜水艦（スケートきゅうげんしりょくせんすいかん、Skate class submarine）は、アメリカ海軍の攻撃型原子力潜水艦。ここでいうスケートとは、滑る方のスケートではなく、ガンギエイのことである。

## 概要
ノーチラスの成功を踏まえた、米海軍初の量産型原潜。本級の運用により、米海軍は、原潜および原潜艦隊の本格的運用という貴重な経験を手に入れた。
1955年度および1956年度に2隻ずつが計画され、建造コストの軽減が目指された。基本的な設計ではノーチラスを継承するものの、ノーチラスより排水量を1000トン減じ、小型原子炉を採用したのである。しかし、機関本体の重量軽減はなしえたものの、放射線遮蔽装置まで「軽減」するわけにはゆかず、機関部全体の重量はノーチラスの40パーセント減にとどまった。結果として、船型の変更が無かったこととあいまって、速力の低下と航続力の短縮を招いてしまい、小型原潜の不経済性を世界ではじめて立証することになった。
本級の功績としては、北極海の氷海における原潜の行動能力を実証したことにある。北極点の潜航通過を果たしたのみだったノーチラスに対し、スケート（SSN-578 Skate）は、1958年8月、北極海で最初の本格的な作戦行動を実施し、開氷面に浮上、翌1959年3月には、初めて冬季の北極圏における作戦行動を実施した。1962年7月には、スケートとシードラゴン（SSN-584 Seadragon)は北極圏で会合し、最初の氷海戦闘演習を実施した。
以上のように、技術的には目ぼしさを欠いたものの、運用面での獲得物において本級はなお意義深い。とはいえ、今日に直接的につながる新世代の潜水艦、すなわち設計当初から水中戦を志向した潜水艦の登場は、スキップジャック級を待たなければならない。

## 同型艦
| 艦籍番号 | 艦名             | 就役            | 退役           | 除籍            | 解体           |
| -------- | ---------------- | --------------- | -------------- | --------------- | -------------- |
| SSN-578  | スケート         | 1957年 12月23日 | 1986年 9月12日 | 1986年 10月30日 | 1995年 3月6日  |
| SSN-579  | ソードフィッシュ | 1958年 9月15日  | 1989年 6月2日  | 1989年 6月2日   | 1995年 9月11日 |
| SSN-583  | サーゴ           | 1958年 10月1日  | 1988年 2月26日 | 1988年 4月21日  | 1995年 4月5日  |
| SSN-584  | シードラゴン     | 1959年 9月5日   | 1983年 6月12日 | 1986年 4月30日  | 1995年 9月18日 |